# Azmy Mehelba
Azmy Muhammad Abdulaziz Mehelba (Alejandría, 26 de marzo de 1991) es un deportista egipcio que compite en tiro, en la modalidad de tiro al plato. Ganó dos medallas en el Campeonato Mundial de Tiro, en los años 2022 y 2023, en la prueba de skeet.

## Palmarés internacional
| Campeonato Mundial | Campeonato Mundial | Campeonato Mundial | Campeonato Mundial |
| Año                | Lugar              | Medalla            | Prueba             |
| ------------------ | ------------------ | ------------------ | ------------------ |
| 2022               | Osijek (Croacia)   | Medalla de oro     | Skeet              |
| 2023               | Bakú (Azerbaiyán)  | Medalla de bronce  | Skeet              |